# Свеча (партия)
Партия «Свеча» (кхмер. គណបក្សភ្លើងទៀន) — камбоджийская либеральная политическая партия. Основана в 1995 году как «Партия кхмерской нации», а с 1998 года носила название «Партия Сам Рейнси», основателем которой и являлся Рейнси. Находится в оппозиции правящей «Народной партии» и режиму Хун Сена. В 2012 году объединилась с «Партией прав человека» в «Партию национального спасения Камбоджи», однако была воссоздана как партия «Свеча» в 2018 году после запрета «Партии национального спасения».

## Создание
В процессе восстановления Королевства Камбоджа в 1993 году прошли многопартийные выборы в Национальную ассамблею. Наибольшую поддержку получила монархическая партия ФУНСИНПЕК, второе место заняла Народная партия Камбоджи (НПК, бывшая компартия НРК), парламентскую фракцию сформировала также Буддистская либерально-демократическая партия (БЛДП). Правительство было сформировано на основе трёхпартийной коалиции. Первым премьер министром стал лидер ФУНСИНПЕК принц Нородом Ранарит, вторым премьер-министром — лидер НПК Хун Сен.
Между ФУНСИНПЕК и НПК завязалась борьба за единовластие. Противоречия возникли и в рядах каждой из трёх партий. Главным противником принца Ранарита в ФУНСИНПЕК стал министр финансов Сам Рейнси. Харазматичный и амбициозный политик, Сам Рейнси требовал более жёсткой партийной позиции в отношении партнёров по коалиции.
В октябре 1994 Ранарит добился смещения Сам Рейнси с министерского поста, исключения из ФУНСИНПЕК и лишения депутатского мандата. На следующий год Сам Рейнси создал Партию кхмерской нации. Идеология партии совмещала кхмерский национализм, общедемократический популизм и экономический либерализм.

## Активность
Новая партия с самого начала выступала как радикально оппозиционная. Сам Рейнси и его сторонники призывали к политической демократизации и свободному рынку. Они жёстко критиковали НПК Хун Сена за диктаторские и провьетнамские тенденции, унаследованные от однопартийной системы времён НРК. ФУНСИНПЕК Ранарита подвергался резкой критике за уступки НПК. В свою очередь, правящая коалиция обвиняла Сам Рейнси в антигосударственных заговорах и тайном альянсе с Красными кхмерами (это звучало двусмысленно, поскольку Ранарит и его партия в 1980-е состояли с полпотовцами в официальном союзе, а Хун Сен и его окружение сами происходили из «Красных кхмеров»).
Не имея в первые годы представительства в парламенте, Партия кхмерской нации вела активную внепарламентскую деятельность. Главным методом были уличные акции протеста. В партии некоторое время состоял Ясит Чхун, будущий лидер организации Бойцы за свободу Камбоджи, предпринявшей попытку вооружённого переворота в 2000 году.

В роли оппозиции ФУНСИНПЕК вытеснила Партия Сам Рейнси… Выступает под лозунгами политических свобод, развития предпринимательства и… «гнать понаехавших» — прежде всего вьетнамцев и китайцев. Сам Рейнси уже привлекался за призывы к этническим погромам и неповиновению властями. Причём эти призывы не воздух сотрясали… Камбоджийские либералы — они такие, на российских не похожи. Могут и монтировку в руки взять.

Власти жёстко преследовали оппозиционеров. В марте 1997 года партийный митинг подвергся террористической атаке. Тяжёлый удар был нанесён по партии в июле 1997, в ходе фактического государственного переворота, организованного Хун Сеном. Уличные протесты, организованные оппозицией в августе 1998, были подавлены. В сентябре 1998 Сам Рейнси был обвинён в организации покушения на Хун Сена и вынужден был временно перебраться в Бангкок.

## Выборы

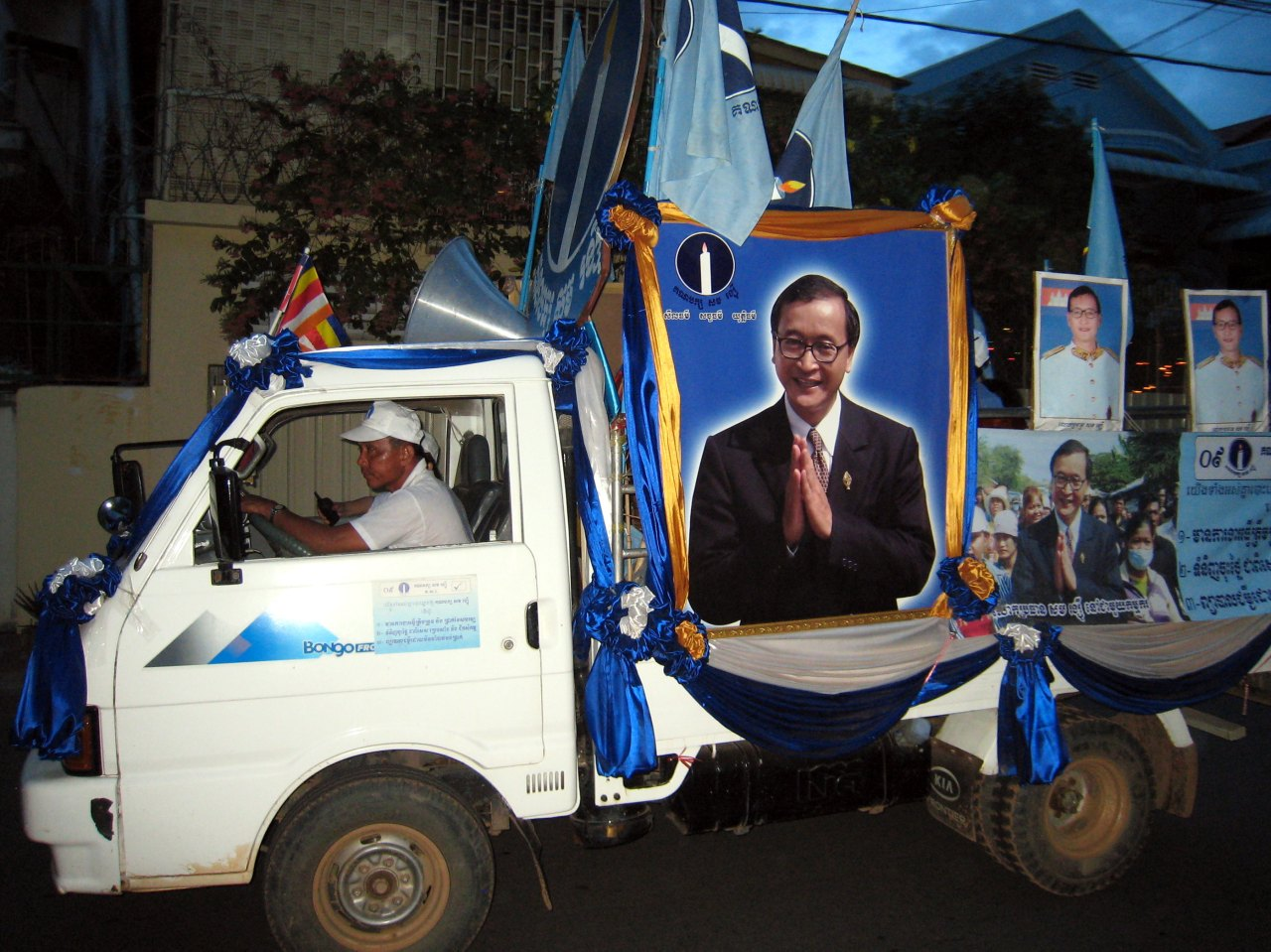
Предвыборная агитация Партии Сам Рейнси, 2008 год

Перед парламентскими выборами 1998 года Партия кхмерской нации приняла название Партия Сам Рейнси (ПСР). Получив почти 700 тысяч голосов (более 14 %), партия сформировала в Национальной ассамблее фракцию в 15 депутатов (из 122). На следующий год 7 членов партии стали сенаторами Камбоджи (всего в сенате было 59 мест).
Результат был улучшен на выборах 2003 года: 1 миллион 130 тысяч голосов (22 %) и 24 мандата в Национальной ассамблее из 123. В 2008 году ПСР поддержали более 1,3 миллиона избирателей, что составило 22 % и обеспечило 26 мандатов. В сенате партия имела группу из 2 (2006 год) и 11 (2012 год) представителей.
Успехи Партии Сам Рейнси были в значительной степени обсусловлены харизмой лидера, националистическим и социальным популизмом организации и пропаганды. Они вызывали серьёзное беспокойство властей. В агитационных материалах правительства и НПК говорилось о кризисе оппозиционной партии, разоблачался авторитаризм Сам Рейнси, он обвинялся невыполнении предвыборных обещаний, отходе от демократических принципов собственной программы и т. п. Некоторые партийные функционеры переходили на сторону НПК, такие факты немедленно получали широкую огласку.
В 2008 году по уголовным обвинениям были арестованы несколько функционеров ПСР. Они пробыли в заключении от нескольких месяцев до примерно двух лет. Сам Рейнси привлекался к суду по обвинениям в организации беспорядков и разжигании межнациональной розни (имелись в виду его антивьетнамские призывы). В 2010—2013 он находился в вынужденной эмиграции и руководил партией из-за границы. Однако возвращение Сам Рейнси в Пномпень в июле 2013 вновь продемонстрировало его серьёзную популярность в стране.

## Объединение
Перед выборами 2013 года произошла организационно-политическая консолидация камбоджийской оппозиции. 17 июля 2012 года Партия Сам Рейнси и Партия прав человека, возглавляемая Кем Сокха объединились в Партию национального спасения Камбоджи (ПНСК). Единая оппозиционная партия добилась на выборах серьёзного успеха, собрав, даже по официальным данным, более 44 % голосов. Первоначально оппозиция не признала результатов, что привело к массовым антиправительственным выступлениям.
При создании ПНСК было специально оговорено, что Партия Сам Рейнси и Партия прав человека продолжат самостоятельную деятельность до 2017 года — истечения срока полномочий сенаторов от ПСР. Председателем ПСР с 2012 года является сенатор Конг Корм (бывший член ЦК Народно-революционной партии Кампучии и министр иностранных дел Народной Республики Кампучия). Сам Рейнси занимает пост председателя ПНСК.